# Хомський Ігор Сидорович
Ігор Ісидорович Хомський (рос. Хомский Игорь Исидорович, 28 серпня 1976, Москва, СРСР — 25 серпня 2019, Москва, Росія) — російський режисер, драматург, актор та музикант.

## Біографія
Народився 28 серпня 1976 року в Москві. У 2008 році закінчив Всеросійський державний інститут кінематографії (майстерня Вадима Абдрашитова). Перший короткометражний фільм «Очна ставка», який був дипломною роботою режисера, був номінований на студентський «Оскар» і входить в двадцятку кращих робіт в історії ВДІКу.
Загинув у ДТП 25 серпня 2019 року.

## Фільмографія
- «Шаман» (телесеріал, 2019)
- «Закон кам'яних джунглів» (телесеріал, 2015—2019)
- «Незакінчений урок» (2009)
- «Очна ставка» (короткометражний фільм, 2008)
- «Історія N» (короткометражний фільм, 2006)